# Kanton Pont-l'Abbé
Kanton Pont-l'Abbé (fr. Canton de Pont-l'Abbé) je francouzský kanton v departementu Finistère v regionu Bretaň. Skládá se ze sedmi obcí.

## Obce kantonu
- Combrit
- Île-Tudy
- Plomeur
- Pont-l'Abbé
- Saint-Jean-Trolimon
- Tréguennec
- Tréméoc